# Соляний промисел Жаксикилиш
Соляний промисел Жаксикилиш – виробничий майданчик в центральній частині Казахстану, де здійснюється видобуток кам'яної солі.
Видобуток солі в озері Жаксикилиш почався ще в 1913 році. З 1925-го його провадила «Соль-артель», яка надалі була перетворена на комбінат «Аралсоль». В часи існування СРСР видобуток досягав 600 тисяч тонн на рік. При цьому до 1963 року окрім хлориду натрію також видобували сульфат натрію – мірабіліт (саме тому селище Жаксикилиш раніше носило назву Аралсульфат). 
В 1994-му на основі комбінату створили АТ «Аралтуз». Станом на початок 2010-х кампанію з видобутку солі організовували раз на два роки, при цьому під час неї вилучали близько 200 тисяч тонн солі. З 2012-го нові власники «Аралтуз» розпочали інвестиції у модернізацію та розширення виробництва і з 2013-го видобувні кампанії знову почали провадитись щорічно. 
За 11 місяців 2018-го «Аралтуз» забезпечив 98,8% казахського виробництва харчової солі, яке в цілому по країні склало 173 тисячі тонн.